# SummerSlam 2024
SummerSlam 2024 è stata la trentasettesima edizione dell'omonimo premium live event prodotto annualmente dalla WWE. L'evento si è svolto il 3 agosto 2024 al Cleveland Browns Stadium di Cleveland, in Ohio, ed è stato trasmesso in diretta su Peacock negli Stati Uniti e sul WWE Network nel resto del mondo.
I biglietti sono stati messi in vendita a partire dal 9 maggio 2024. L'evento è stato condotto da The Miz, nato e cresciuto a pochi chilometri da Cleveland.

## Storyline
Nel main event di WrestleMania XL, Cody Rhodes riuscì a sconfiggere Roman Reigns nel match valido per il WWE Championship ed il WWE Universal Championship, nonostante numerose interferenze tra le quali quella di Solo Sikoa. Dalla settimana successiva, vista l'assenza di Reigns, Sikoa iniziò ad atteggiarsi come nuovo leader della Bloodline espellendo dalla fazione Jimmy Uso, fresco di sconfitta contro il fratello, grazie all'aiuto di Tama Tonga, nuovo membro del gruppo. Contemporaneamente, i due iniziarono una faida con Randy Orton e Kevin Owens che culminò con un match a Backlash France vinto dai due cattivi grazie all'intervento di Tanga Loa, che si aggiunse così alla stable. A Clash at the Castle: Scotland, mentre Cody Rhodes si stava incamminando verso il backstage, dopo aver difeso con successo il suo titolo contro AJ Styles, venne raggiunto da Solo Sikoa che con l'aiuto dei suoi due compagni lo attaccarono salvo poi venire messi in fuga grazie all'intervento di Orton ed Owens. Nel frattempo, il rapporto tra la "nuova" Bloodline ed il loro consigliere Paul Heyman si incrinò sempre di più come si è poté notare nella puntata di SmackDown del 21 giugno tenutasi a Chicago, città natale di CM Punk nonché ex assistito di Heyman con quest'ultimo che chiese di essere portato via insieme a lui e con la Bloodline che cerò di attaccare il Best in the World che trovò il sostegno di Rhodes. Nel main event della stessa puntata si tenne un match tra Rhodes e Sikoa che terminò in no-contest a causa dell'arrivo di Tama Tonga e Tanga Loa che vennero neutralizzati da Owens e Orton che insieme al campione confinarono Sikoa ad un angolo. Alle loro spalle si presentò però Jacob Fatu, nuovo membro della stable, che annientò il trio concludendo la puntata con una frog splash sul tavolo dei commentatori nei confronti di Rhodes. La settimana successiva si tenne la cerimonia di riconoscimento come nuovo Capo Tribù di Solo Sikoa nella quale tutti i membri della stable lo riconobbero come loro leader tranne Paul Heyman, che così facendo si beccò gli attacchi dei suoi ex assistiti con una triple powerbomb sul tavolo dei commentatori. A Money in the Bank si tenne un six-man tag team match tra Rhodes, Orton ed Owens contro Jacob Fatu, Tama Tonga e Solo Sikoa, con questu'ultimo che eseguì lo schienamento vincente sul campione. La settimana seguente, Sikoa pretese un'opportunità titolata in quanto è l'unica persona ad averlo schienato da quando è campione, con Rhodes che accettò la sfida venendo successivamente attaccato dalla Bloodline che lo bloccarono alle corde mentre eseguivano una triple powerbomb su Orton, accorso a suo sostegno. Nella puntata precedente all'evento, Sikoa ha sfidato Rhodes ad un Bloodline rules match poiché ha WrestleMania XL sconfisse un Tribal Chief debole non alla sua altezza, con il campione che accettò.
Il 23 maggio scorso, Triple H annunciò che il vincitore del King of the Ring avrebbe avuto diritto ad un'opportunità titolata qui a SummerSlam. A King & Queen of the Ring, si tenne la finale del torneo che venne vinto da Gunther che riuscì a sconfiggere Randy Orton. A Money in the Bank, Damian Priest difese con successo il suo World Heavyweight Championship dall'assalto di Seth Rollins e Drew McIntyre, che incassò la valigetta, anche grazie all'aiuto di CM Punk, in faida con lo scozzese. Nella puntata di Raw del 15 luglio, si tenne un primo confronto faccia a faccia tra il campione e lo sfidante, con quest'ultimo che ha accusato Priest di non aver elevato la cintura durante il suo regno e di non meritare quell'alloro, con i due che vennero interrotti da Braun Strowman per un match non titolato contro il campione, con la vittoria di Priest. La settimana successiva, ci fu un intenso scontro sul ring tra i due con Priest che ebbe la meglia sua sul ring che, in un secondo momento, nel backstage andando ad attaccare a sorpresa lo sfidante.
Il 17 luglio 2023, nel backstage si tenne un accesso confronto tra la Women's World Champion Rhea Ripley e le WWE Women's Tag Team Champions Liv Morgan e Raquel Rodriguez, con quest'ultima che venne attacca ed infortunata dalla Ripley. La stessa sera Morgan e Rodriguez, visto anche il suo recente infortunio, persero le loro cinture di coppia a discapito di Chelsea Green e Sonya Deville, con la Morgan che si vendicò attaccando Rhea Ripley più tardi nella serata. La settimana successiva si sarebbe dovuto tenere un incontro tra Liv Morgan e la campionessa, con quest'ultima che però attaccò la sfidante prima del match procurandole un lungo infortunio. Liv Morgan tornò alla Royal Rumble con il numero 30 venendo eliminata per ultima ma, in un'intervista post evento, disse che non le serviva vincere la Rumble per ottenere ciò che desidera. Nella puntata di Raw del 4 marzo, Liv Morgan interferì nel match tra Nia Jax e Becky Lynch, prossima sfidanti di Rhea Ripley. Tagliata fuori dai giochi per WrestleMania XL dove Ripley difese con successo il titolo, Morgan attaccò la campionessa nel backstage infortunandola (kayfabe). La settimana successiva, Rhea Ripley dovette rendere vacante il suo titolo a causa dell'infortunio, lo stesso capitato alla Morgan l'anno primo per causa sua. La settimana successiva si tenne una battle royal per la riassegnazione del titolo dove Becky Lynch vinse eliminando per ultima Liv Morgan. Nelle settimane successive iniziò una faida tra le due che terminò a King & Queen of the Ring con la vittoria del titolo da parte della Morgan grazie all'aiuto involontario di Dominik Mysterio, protetto della Ripley. Successivamente all'evento, si tenne una rivincita tra le due in uno steel cage match con anche questa volta Dominik Mysterio che cercando di aiutare Lynch favorisce invece la campionessa che riuscì a vincere il match per provocazione gli diede un bacio, continuando il suo percorso di Revenge Tour. Nelle settimane successive, la campionessa continuò a sedurre Dominik che con il passare del tempo si lasciò sempre più andare combattendo anche insieme alla Morgan contro Zelina Vega ed il padre Rey Mysterio, riuscendolo a sconfiggerlo per la prima volta, e al termine del match i due che nel post-match stavano per scambiarsi un bacio ma vennero interrotti dal ritorno di Rhea Ripley che mise in fuga la campionessa. La settimana successiva, la Mami aprì la puntata reclamando un match contro Liv Morgan per il suo titolo, non avendolo mai perso sul ring, che la campionessa accettò.
Il 23 maggio scorso, Triple H annunciò che la vincitrice del Queen of the Ring avrebbe avuto diritto ad un'opportunità titolata qui a SummerSlam. A King & Queen of the Ring, si tenne la finale del torneo che venne vinto da Nia Jax che riuscì a sconfiggere Lyra Valkyria. Il primo confronto tra le due si ebbe nella puntata del 5 luglio quando Jax, che nel frattempo aveva stretto un'alleanza con Tiffany Stratton, attaccò la campionessa dopo un suo match venendo però messa in fuga da Michin, con la quale aveva combattuto nelle settimane precedenti. La settimana successiva, dopo la vittoria del Money in the Bank da parte di Stratton, si tenne un faccia a faccia tra la campionessa e la sfidante, accompagnata dalla sua nuova alleata, con quest'ultime due che attaccarono Bayley che venne nuovamente salvata da Michin, che la stessa sera venne affrontata e sconfitta da Jax che attaccò sia lei che Bayley, accorsa in aiuto, insieme alla Stratton che pensò anche di incassare la valigetta prima di essere fermata dall'amica. Nella puntata del 26 luglio, si tenne un match a coppia dove ne uscirono come vincitrici Tiffany Stratton e Nia Jax che ottenne lo schienamento decisivo sulla campionessa.
A Money in the Bank, Sami Zayn riuscì a difendere il suo WWE Intercontinental Championship dagli attacchi di Bron Breakker, alla sua prima sconfitta dall'arrivo nel main roster. Nella puntata di Raw successiva all'evento, i due tennero un promo con Breakker che attaccò Zayn più e più volte nonostante l'intervento degli arbitri, dei dirigenti ed anche di Il'ja Dragunov, chiedendo una rivincita per il titolo. Più tardi nella puntata, Dragunov e Breakker si affrontarono ma l'incontro terminò in squalifica a causa di quest'utlimo che attaccò con una sedia lo sfidante, prima di venire aiutato da Zayn che però ebbe vita breve anche lui venendo nuovamente attaccato dallo sfidante. La settimana successiva, Breakker interferì nel match tra Dragunov ed il campione, mettendolo fuori gioco di nuovo. Il 22 luglio a Raw, Breakker affrontò ancora una volta Dragunov in un match valido per diventare il primo sfidante al titolo intercontinentale, con Breakker che inferì una spear al di fuori del ring che costringerà l'arbitro a chiamare il KO tecnico.
Nella puntata di SmackDown del 7 giugno, LA Knight ha sconfitto Carmelo Hayes ed al termine del match ha richiesto un'opportunità titolata contro Logan Paul per il suo WWE United States Championship, con il campione che però rifiutò. La settimana successiva, venne mandato in onda un segmento dove Logan Paul faceva ritorno nella sua casa, trovando però LA Knight nella sua piscina steso su un lettino. Nella puntata seguente, LA Knight venne interrotto durante un promo da Santos Escobar neutralizzando i suoi attacchi, salvo poi venire attaccato dal campione. Nella puntata del 28 luglio, si tenne un match tra loro Paul, Knight ed Escobar per qualificarsi al Money in the Bank dove ne uscì come vincitore LA Knight schienando proprio il campione. Il 12 luglio, LA Knight richiese una chance titolata visto i suoi recenti risultati e per lo schienamento ai danni del campione, firmando già il contratto per ufficializzare l'incontro. Una settimana più tardi, si tenne la firma del contratto che ufficializzò il match tra i due valido per il titolo, concluso con un tentativo da parte del campione di colpire alle spalle Knight che riuscì a contrattaccare senza andare però a segno.
Il 25 novembre 2023, a Survivor Series WarGames, CM Punk fece il suo ritorno nella federazione dopo quasi dieci anni di assenza. Nella successiva puntata di Raw, il World Heavyweight Championship Seth Rollins rispose al pubblico, che intonava il nome di Punk, che lui non avrebbe perso tempo con quell'ipocrita, viste anche le dichiarazioni di Rollins nel gennaio del 2023 quando definì l'atleta di Chicago un "cancro" per il wrestling. Nella puntata dell'11 dicembre, Punk accettò l'offerta del general manager Adam Pearce firmando con il brand rosso, venendo poi interrotto da Seth Rollins con i due che diedero vita ad un acceso confronto con il microfono che si concluso con il Best in the World che annunciò ufficialmente la sua partecipazione alla prossima Royal Rumble. Più tardi nella serata, si tenne un confronto nel backstage tra Punk e Drew McIntyre, visti i suoi ultimi promo nei quali lo scozzese disse di volere Punk il più lontano possibile dal suo show, mentre Adam Pearce ufficializzò un match valido per il titolo tra Rollins e McIntyre nella prima puntata di Raw del 2024. A Raw: Day 1, Rollins riuscì a difendere il suo titolo dagli attacchi dello scozzese rimanendo campione. Nella puntata seguente, si tenne il primo confronto faccia a faccia sul ring tra McIntyre e Punk nel quale lo scozzese accusò il rivale di aver tradito la compagnia e di essere poi tornato rinfacciandogli anche il fatto di aver combattuto nel main event di WrestleMania, cosa che Punk non è mai riuscito a fare e, con quest'ultimo che gli rispose avvisandolo che la sua eliminazione alla Rumble sarebbe stata per opera sua. Arrivati alla Royal Rumble, Punk entrò con il numero 27 mentre McIntyre con il 29 e quest'ultimo venne eliminato proprio dal rivale che riuscirà, invece, ad andare fino alla fine dell'incontro prima di venire eliminato per ultimo da Cody Rhodes. Purtroppo però, nella puntata successiva all'evento, CM Punk rivelò di essersi infortunato durante l'incontro rimediando uno strappo al tricipite che avrebbe richiesto un intervento chirurgico e che lo avrebbe tenuto fuori dal ring per diversi mesi saltando quindi WrestleMania. La causa dell'infortunio è stata una future shock, mossa finale proprio di McIntyre che si presentò nel ring dicendo di essere contento dell'infortunio del rivale e che quello era il suo scopo sin dal suo ritorno nella federazione, attaccandolo successivamente al braccio infortunato. Ad Elimination Chamber: Perth, McIntyre vinse l'elimination chamber maschile per diventare il primo sfidante al titolo di Seth Rollins a WrestleMania XL. Nonostante l'infortunio, la faida tra McIntyre e Punk andò avanti e quest'ultimo annunciò, durante la puntata del 25 marzo, che sarebbe stato presente a WrestleMania in qualità di commentatore nel match tra Rollins e McIntyre. Allo Showcase of the Immortals, Drew Mcintyre riuscì a sconfiggere Rollins diventando il nuovo campione esultando in faccia a Punk, seduto al tavolo dei commentatori, che lo attaccò favorendo l'incasso di Damian Priest, con un nuovo cambio di titolo. Nella puntata successiva all'evento, McIntyre se la prese con il rivale chiamandolo codardo in quanto, di fatto, lo ha privato del titolo seppure da infortunato. Sempre nella stessa puntata, si tenne un fatal four-way match per determinare il primo sfidante a Damian Priest e McIntyre sul punto di chiudere il match venne fermato da CM Punk, facendo vincere così il match a Jey Uso. Nonostante l'infortunio di Punk ancora in corso, la faida andò avanti tramite diversi promo che contribuirono ad aumentare la voglia dei fan di vedere un match tra i due. A Clash at the Castle: Scotland, McIntyre, che lottava nella sua terra natale, sfidò il campione Damian Priest con il titolo in palio venendo anche questa volta fregato da Punk che, travestito da arbitro, conteggiò lo schienamento decisivo dello scozzese fino al due, mandando il rivale su tutte le furie e perdendo poi il match. Il 17 giugno a Raw, puntata seguente all'evento, McIntyre tramite un promo lasciò la WWE. Tutto questo era però una farsa poiché McIntyre fece il suo ritorno già quattro giorni dopo a SmackDown attaccando Punk nel backstage fino a farlo sanguinare in faccia portandoselo poi in spalla fino allo stage e rubandogli un braccialetto con su scritto il nome di suo moglie, AJ Lee, e del suo cane. A Money in the Bank, Drew McIntyre riuscì a staccare la valigetta incassandola subito la stessa sera durante il match tra Priest e Rollins ma anche in questo caso venne attaccato da Punk costandogli il match ed il titolo, anche a Seth Rollins. In un evento successivo allo show, McIntyre si è presentato furioso davanti alle telecamere colpendo dapprima un arbitro e poi Adam Pearce che, di conseguenza, lo sospese a tempo indeterminato. Nella puntata di Raw dell'8 luglio, CM Punk ci tenne a scusarsi con Seth Rollins in quanto con la sua interferenza ha costato anche a lui, ma disse che proprio perché era lui non è poteva essere dispiaciuto. La settimana successiva, Drew McIntyre venne chiamato nel ring da Adam Pearce per scusarsi con gli arbitri cosicché gli venisse revocata la sospensione, ma lo scozzese gli attaccò nuovamente salvo poi venire messo in fuga da Seth Rollins, restando sospeso. La settimana successiva venne ufficializzato il match tra CM Punk e Drew McIntyre ma visto che i due rivali intimorivano gli arbitri, Adam Pearce dichiarò Seth Rollins come arbitro speciale dell'incontro.

## Risultati
| # | Match                                                          | Stipulazione                                                                   | Durata |
| - | -------------------------------------------------------------- | ------------------------------------------------------------------------------ | ------ |
| 1 | Liv Morgan (c) ha sconfitto Rhea Ripley (con Dominik Mysterio) | Single match per il Women's World Championship                                 | 15:55  |
| 2 | Bron Breakker ha sconfitto Sami Zayn (c)                       | Single match per il WWE Intercontinental Championship                          | 5:40   |
| 3 | LA Knight ha sconfitto Logan Paul (c)                          | Single match per il WWE United States Championship                             | 12:00  |
| 4 | Nia Jax ha sconfitto Bayley (c)                                | Single match per il WWE Women's Championship                                   | 12:30  |
| 5 | Drew McIntyre ha sconfitto CM Punk                             | Single match con Seth Rollins come arbitro speciale                            | 17:00  |
| 6 | Gunther ha sconfitto Damian Priest (c)                         | Single match per il World Heavyweight Championship                             | 16:40  |
| 7 | Cody Rhodes (c) ha sconfitto Solo Sikoa                        | Bloodline rules match per il WWE Championship ed il WWE Universal Championship | 29:10  |